# Chandler Canterbury
Chandler Canterbury (Houston, Texas, 1998. december 15. –) visszavonult amerikai gyerekszínész.

## Gyermekkora és családja
A texasi Houstonban született Kristine és Russell Canterbury gyermekeként. Két testvére van, akik szintén színészkednek: egy bátyja, Colby és egy húga, Shelby.

## Pályafutása
Első alakítását a Gyilkos elmék című sorozat egy 2007-es epizódjában nyújtotta, mint gyilkos apja példáját követő, szociopata gyermek; 2008-ban a szerepért Young Artist Award-ot kapott.
2008-ban a Benjamin Button különös élete című filmben alakította az öregen megszülető és folyamatosan megfiatalodó címszereplő nyolcéves énjét. 2009-ben a Képlet című sci-fi-thrillerben volt látható. 2010-ben Liam Neeson és Christina Ricci oldalán szerepelt A halott túlélő című horrorfilmben. További filmjei közé tartozik A kék szoba (2009) és a Végrehajtók (2010). 2011-ben A rejtély című sorozatban a főszereplő Peter Bishop fiatalkori énjét alakította.
2013-ban Saoirse Ronan színésznővel közösen játszott A burok című sci-fiben, a Különc kalandorokban pedig főszerepben tűnik fel.

## Filmográfia

### Film
| Év   | Magyar cím                    | Eredeti cím                         | Szerep                      | Magyar hang    |
| ---- | ----------------------------- | ----------------------------------- | --------------------------- | -------------- |
| 2008 | Benjamin Button különös élete | The Curious Case of Benjamin Button | Benjamin Button nyolcévesen |                |
| 2009 | Ütős csapat                   | Balls Out: Gary the Tennis Coach    | Gary fiatalon               |                |
| 2009 | Képlet                        | Knowing                             | Caleb Koestler              | Glósz András   |
| 2009 | A kék szoba                   | Powder Blue                         | Billy                       |                |
| 2010 | A halott túlélő               | After.Life                          | Jack                        | Bogdán Gergő   |
| 2010 | Végrehajtók                   | Repo Men                            | Peter                       | Straub Norbert |
| 2012 |                               | A Bag of Hammers                    | Kelsey                      |                |
| 2012 |                               | Little Red Wagon                    | Zach Bonner                 |                |
| 2013 | A burok                       | The Host                            | Jamie Stryder               | Bogdán Gergő   |
| 2013 | Különc kalandorok             | Standing Up                         | Howie                       | Boldog Gábor   |
| 2013 | Különc kalandorok             | Standing Up                         | Howie                       | Nagy Gereben   |
| 2013 | Angyalok éneke                | When Angels Sing                    | David Walker                | Gerő Botond    |
| 2014 |                               | Black Eyed Dog                      | Malick                      |                |

### Televízió
| Év   | Magyar cím            | Eredeti cím                    | Szerep              | Megjegyzések |
| ---- | --------------------- | ------------------------------ | ------------------- | ------------ |
| 2007 | Gyilkos elmék         | Criminal Minds                 | David Smith         | 1 epizód     |
| 2010 | A kísértetek iskolája | R.L. Stine's The Haunting Hour | Tim                 | 1 epizód     |
| 2011 | A rejtély             | Fringe                         | fiatal Peter Bishop | 1 epizód     |

## Díjak és jelölések
| Díj                 | Év   | Kategória                                                             | Jelölt mű         | Eredmény | Ref.  |
| ------------------- | ---- | --------------------------------------------------------------------- | ----------------- | -------- | ----- |
| Young Artist Awards | 2008 | legjobb vendégszereplő fiatal színész (televíziós sorozat)            | Gyilkos elmék     | Elnyerte |       |
| Young Artist Awards | 2010 | legjobb mellékszereplő fiatal színész (nagyjátékfilm)                 | Képlet            | Jelölve  | [ 4 ] |
| Young Artist Awards | 2011 | legjobb 10 éves vagy fiatalabb mellékszereplő színész (nagyjátékfilm) | A halott túlélő   | Jelölve  |       |
| Young Artist Awards | 2012 | legjobb 11-13 éves vendégszereplő színész (televíziós sorozat)        | A rejtély         | Jelölve  | [ 5 ] |
| Young Artist Awards | 2013 | legjobb 10 éves vagy fiatalabb mellékszereplő színész (nagyjátékfilm) | A Bag of Hammers  | Jelölve  | [ 6 ] |
| Young Artist Awards | 2014 | Legjobb fiatal főszereplő színész (nagyjátékfilm)                     | Különc kalandorok | Jelölve  | [ 7 ] |

## Fordítás
- Ez a szócikk részben vagy egészben  a   Chandler Canterbury című angol Wikipédia-szócikk ezen változatának fordításán alapul.  Az eredeti cikk szerkesztőit annak laptörténete sorolja fel. Ez a jelzés csupán a megfogalmazás eredetét és a szerzői jogokat jelzi, nem szolgál a cikkben szereplő információk forrásmegjelöléseként.